# Johannes Peckelbeen
Johannes Peckelbeen (Sint-Kruis, 1734 - Koolkerke, 30 juni 1819) was burgemeester van de Belgische gemeente Koolkerke van 1814 tot 1819.

## Levensloop
De landbouwer Johannes Peckelbeen was de zoon van Jan Peckelbeen en Veronique De Groote. Zelf was hij getrouwd met de veertig jaar jongere Reine De Backere. Een week na zijn dood trad zijn dochter Reine Peckelbeen, 22 jaar, in het huwelijk.

## Burgemeester
Hij had al een hoge leeftijd bereikt toen hij in 1814 Philippe De Neve opvolgde als burgemeester van de landelijke gemeente Koolkerke. Het lijkt waarschijnlijk dat de tachtigjarige man toen niet meer actief boerde. Na zijn dood werd hij opgevolgd door Johannes Strubbe.